# Ошлє
42°53′ пн. ш. 17°44′ сх. д. / 42.88° пн. ш. 17.73° сх. д.
Ошлє (хорв. Ošlje) — населений пункт у Хорватії, у Дубровницько-Неретванській жупанії у складі громади Дубровачко Примор'є.

## Населення
Населення за даними перепису 2011 року становило 120 осіб.
Динаміка чисельності населення поселення: